# Wattův přímovod

Animované znázornění Wattova přímovodu

Wattův přímovod je typ mechanického pákoví, vynalezený Jamesem Wattem (19. ledna 1736 – 25. srpna 1819) pro zajištění přímočarého pohybu pístu parního stroje.
Nápad na vznik tohoto mechanismu je obsažen v dopisu, který Watt napsal Matthew Boultonovi v červnu 1784.
Měl jsem tušení o metodě, jak udělat, aby se tyč pístu pohybovala podélně nahoru a dolů, jen s upevněním ke kusu železa na tyči, bez řetězu nebo podélných vodítek [...] a jedna z nejdůmyslnějších jednoduchých mechanických věcí, které jsem objevil.
Toto pákoví nezajišťuje úplně přímočarý pohyb, a Watt to ve skutečnosti ani nepožadoval. V dopisu Boultonovi z 11. září 1784 popisuje svůj přímovod takto:
Konvexnost oblouků, ležících v opačných směrech, existuje určitý bod na spojující páce, který se téměř neznatelně odchyluje od přímé čáry.

## Automobilové nápravy

Wattův přímovod

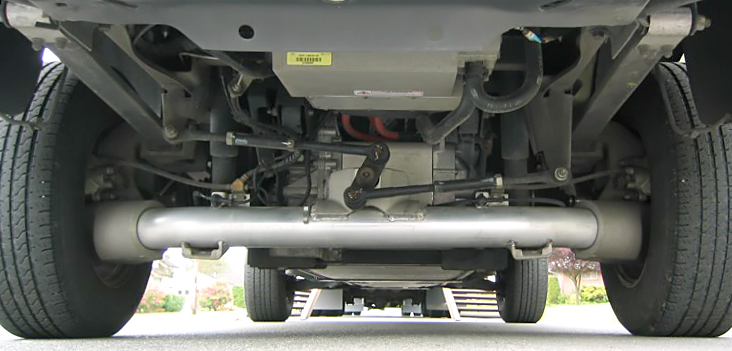
Wattův přímovod použitý v roce 1998 na vozu Ford Ranger EV

Wattův přímovod se používá na zadní nápravě automobilu jako vylepšení Panhardovy tyče, která byla zkonstruována na začátku 20. století. Obě metody jsou určeny k zamezení příčného posunu mezi nápravou a skeletem vozidla. Wattův přímovod však přesněji aproximuje svislý pohyb po přímce.
Náprava sestává ze dvou vodorovných tyčí stejné délky, montovaných na každou stranu podvozku. Tyto tyče vzájemně spojuje krátká svislá tyč. Střed této svislé tyče - bod, který je nucen k přímočarému pohybu - je namontován na střed nápravy. Všechny rotační body jsou volně pohyblivé ve svislé rovině.
Svým způsobem lze na Wattův přímovod nahlížet jako na dvě Panhardovy tyče montované proti sobě. Ve Wattově uspořádání jsou však protější zakřivené pohyby, způsobované otáčením Panhardových tyčí, kompenzovány krátkou svislou tyčí.
Wattův přímovod lze také použít pro zamezení pohybu nápravy v podélném směru vůči vozidlu, to je však častější u nápravových systémů závodních automobilů. Tato aplikace obvykle zahrnuje dva Wattovy přímovody, jeden na každé straně nápravy, montované rovnoběžně se směrem jízdy.